# Liste der Biografien/Ib
Liste der Biografien |
Portal Biografien |
Personensuche
# |
A |
B |
C |
D |
E |
F |
G |
H |
I |
J |
K |
L |
M |
N |
O |
P |
Q |
R |
S |
T |
U |
V |
W |
X |
Y |
Z |
?
 
Ia |
Ib |
Ic |
Id |
Ie |
If |
Ig |
Ih |
Ii |
Ij |
Ik |
Il |
Im |
In |
Io |
Ip |
Iq |
Ir |
Is |
It |
Iu |
Iv |
Iw |
Ix |
Iy |
Iz
Die Liste der Biografien führt alle Personen auf, die in der deutschsprachigen Wikipedia einen Artikel haben. Dieses ist eine Teilliste mit 501 Einträgen von Personen, deren Namen mit den Buchstaben „Ib“ beginnt.

## Ib

### Iba
- Iba, Henry (1904–1993), US-amerikanischer Basketballtrainer
- Iba, Kōtarō (* 1995), japanischer Fußballspieler
- Iba-Ba, Jean-Patrick (* 1966), gabunischer Geistlicher, römisch-katholischer Erzbischof von Libreville
- Ibacache, Alex (* 1999), chilenischer Fußballspieler
- Ibacache, Juan (1903–1979), chilenischer Fußballspieler
- Ibach, Albert Rudolf (1873–1940), deutscher Klavierbauer, Unternehmer und Kunstsammler
- Ibach, Alfred (1902–1948), deutscher Dramaturg, Schauspieler, Verleger und Autor
- Ibach, Harald (* 1941), deutscher Physiker
- Ibach, Hartmann, deutscher evangelischer Theologe
- Ibach, Helmut (1912–1996), deutscher Historiker, Journalist und Publizist
- Ibach, Ilse (1921–2002), deutsche Schriftstellerin
- Ibach, Johannes (1825–1908), deutscher katholischer Priester, Domkapitular und Autor, Historiker
- Ibach, Johannes Adolph (1766–1848), deutscher Klavierbauer
- Ibach, Karl (1915–1990), deutscher Widerstandskämpfer im Dritten Reich, Schriftsteller und Kommunalpolitiker
- Ibach, Peter Adolph Rudolph (1843–1892), deutscher Klavierbauer und UnternehmerPeter Adolph Rudolph Ibach (1843–1892)

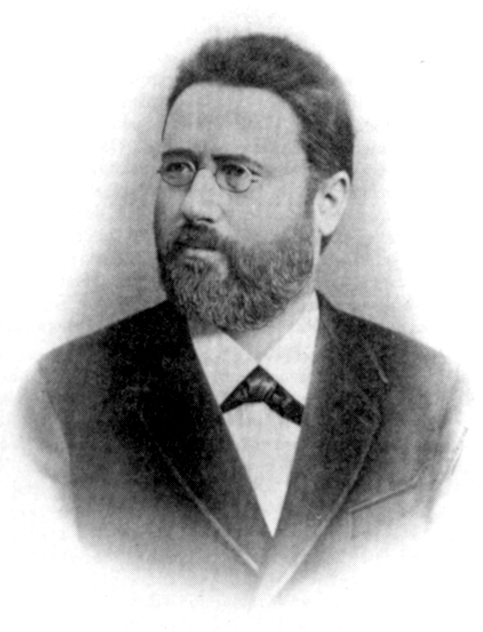
Peter Adolph Rudolph Ibach (1843–1892)

- Ibadin, Edose (* 1993), nigerianischer Leichtathlet
- Ibaev, Idris (* 1999), deutscher Ringer
- Ibagaza, Ariel (* 1976), argentinischer Fußballspieler
- Ibaka, Serge (* 1989), spanisch-kongolesischer BasketballspielerSerge Ibaka (* 1989)
- Ibal-Addu, König von Aschlakka

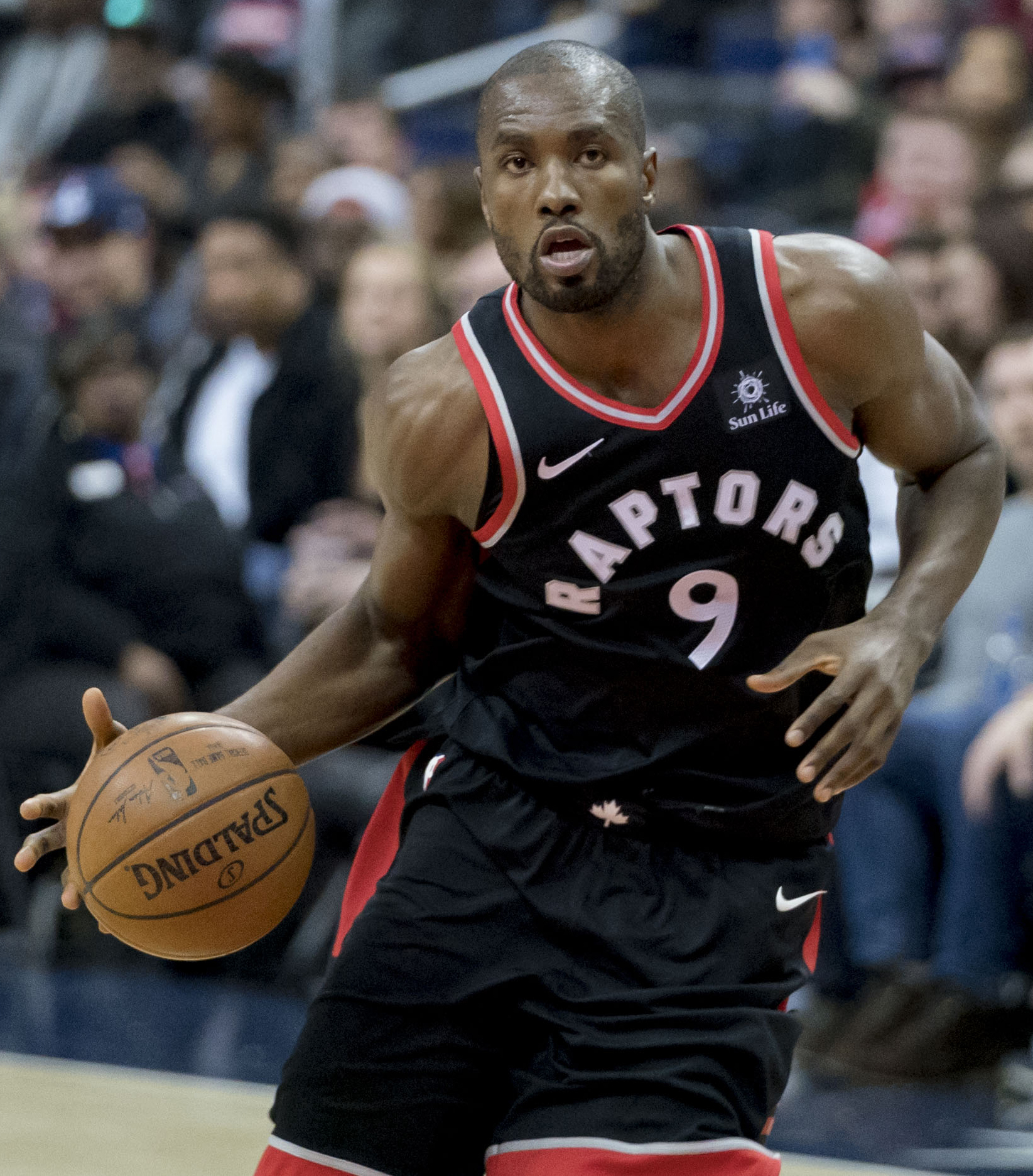
Serge Ibaka (* 1989)

- Ibâl-pî-El II. († 1762 v. Chr.), König von Ešnunna
- Ibald, Kerstin (* 1978), deutsche Schauspielerin und Sängerin
- Iban, Carl (1875–1940), deutscher Schauspieler
- Ibáñez Carranza, Luz del Carmen (* 1955), peruanische Juristin und Richterin am Internationalen Strafgerichtshof
- Ibáñez de Ibero, Carlos (1825–1891), spanischer Offizier, Geodät und Landesvermesser
- Ibáñez de Peralta, Francisco (1644–1712), spanischer Kolonialadministrator und Gouverneur des Königreiches Chile
- Ibáñez Nacher, Santiago (* 1972), spanischer Basketballspieler
- Ibáñez y García de Velasco, Eduardo (1927–2012), spanischer Diplomat
- Ibáñez, Abayubá († 2021), uruguayischer Fußballspieler
- Ibáñez, Carlos (1930–2015), chilenischer Fußballspieler
- Ibáñez, Carlos (* 1981), kolumbianischer Straßenradrennfahrer
- Ibáñez, Carmen (* 1959), chilenische Journalistin und Politikerin
- Ibáñez, Esteban (* 2000), salvadorianischer Leichtathlet
- Ibáñez, Fernando (* 1940), chilenischer Fußballspieler
- Ibáñez, Francisco (1936–2023), spanischer ComiczeichnerFrancisco Ibáñez (1936–2023)

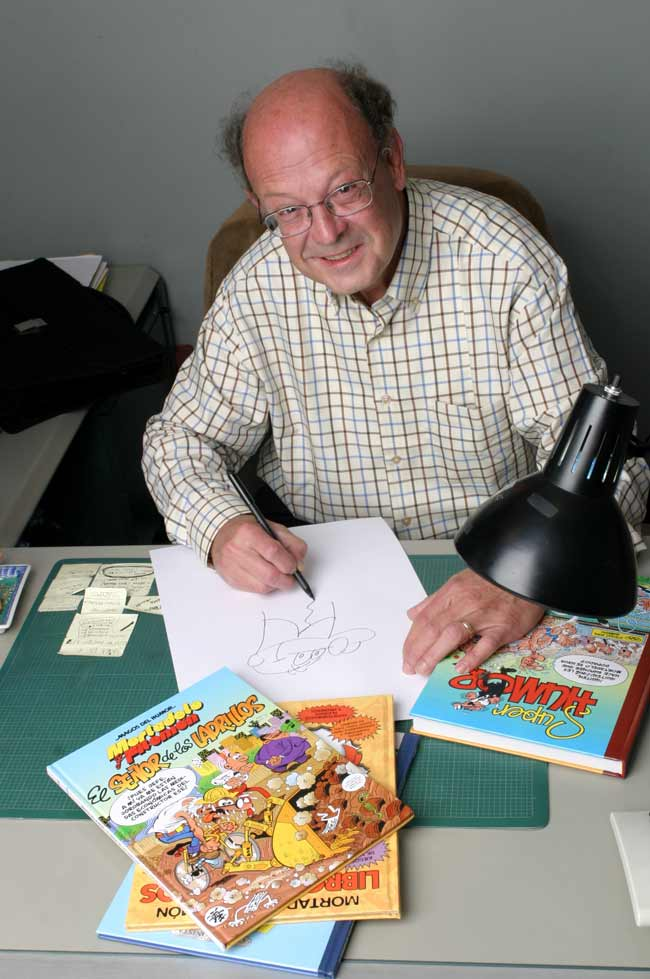
Francisco Ibáñez (1936–2023)

- Ibáñez, Francisco (* 1986), chilenischer Fußballspieler
- Ibañez, Francisco Roberto (1940–2017), argentinischer Romanist
- Ibáñez, Ignacio (* 1996), chilenischer Fußballspieler
- Ibáñez, Javier (* 1996), kubanisch-bulgarischer Boxer
- Ibánez, José-Maria (* 1921), argentinischer Autorennfahrer
- Ibanez, Joseph (1927–2009), französischer Fußballspieler und -trainer
- Ibáñez, Luis E. (* 1952), spanischer theoretischer Physiker
- Ibáñez, Luis Ezequiel (* 1988), argentinischer Fußballspieler
- Ibáñez, Mario (1921–2004), chilenischer Fußballtorhüter
- Ibáñez, Nicolás (* 1994), argentinischer Fußballspieler
- Ibáñez, Osmar (* 1988), spanischer Fußballspieler
- Ibáñez, Pablo (* 1981), spanischer Fußballspieler
- Ibáñez, Pablo Andrés (* 1998), salvadorianischer Hürdenläufer
- Ibáñez, Paco (* 1934), spanischer Sänger
- Ibañez, Raphaël (* 1973), französischer Rugby-Union-Spieler
- Ibañez, Roger (* 1998), brasilianischer FußballspielerRoger Ibañez (* 1998)

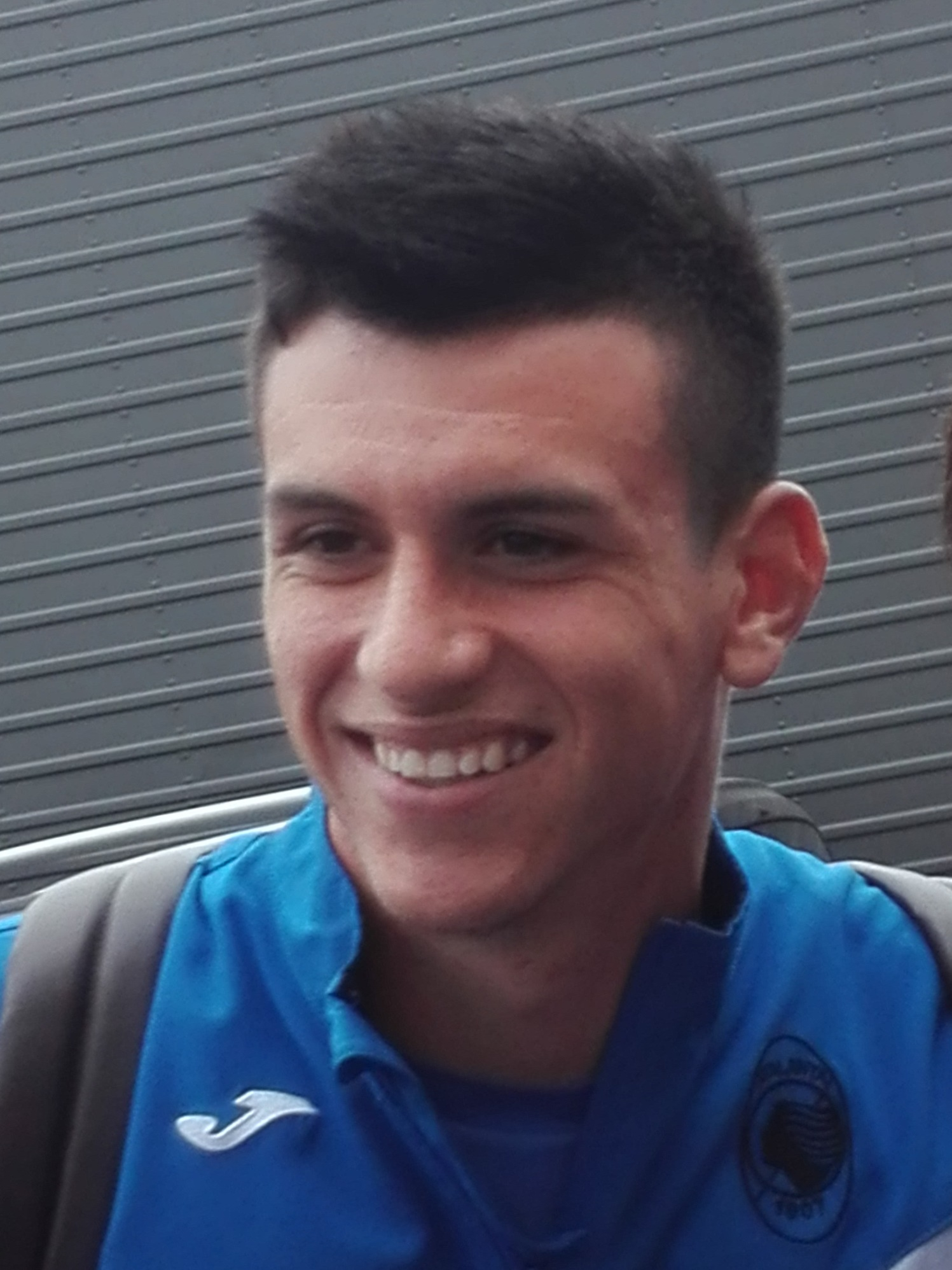
Roger Ibañez (* 1998)

- Ibáñez, Salvador (1854–1920), spanischer Gitarrenbauer
- Ibañez, Sixto (* 1909), argentinischer Geher
- Ibáñez, Suleika († 2013), uruguayische Schriftstellerin, Dramatikerin, Essayistin und Dozentin
- Ibáñez, Teófilo (1907–1986), argentinischer Tangosänger und -komponist
- Ibáñez, Walter (* 1984), uruguayischer Fußballspieler
- Ibar von Beggerin († 502), irischer Bischof und Heiliger
- Ibar, Hilmi (* 1947), kosovarischer Chemiker und Pädagoge, Dekan Pädagogik der Trakya-Universität Edirne
- Ibara, Franchel (* 1989), kongolesischer Fußballspieler (Republik Kongo)
- Ibaragi, Noriko (1926–2006), japanische Dichterin und Schriftstellerin
- Ibaragi, Ryūta (* 1966), japanischer Politiker
- Ibarbo, Víctor (* 1990), kolumbianischer FußballspielerVíctor Ibarbo (* 1990)

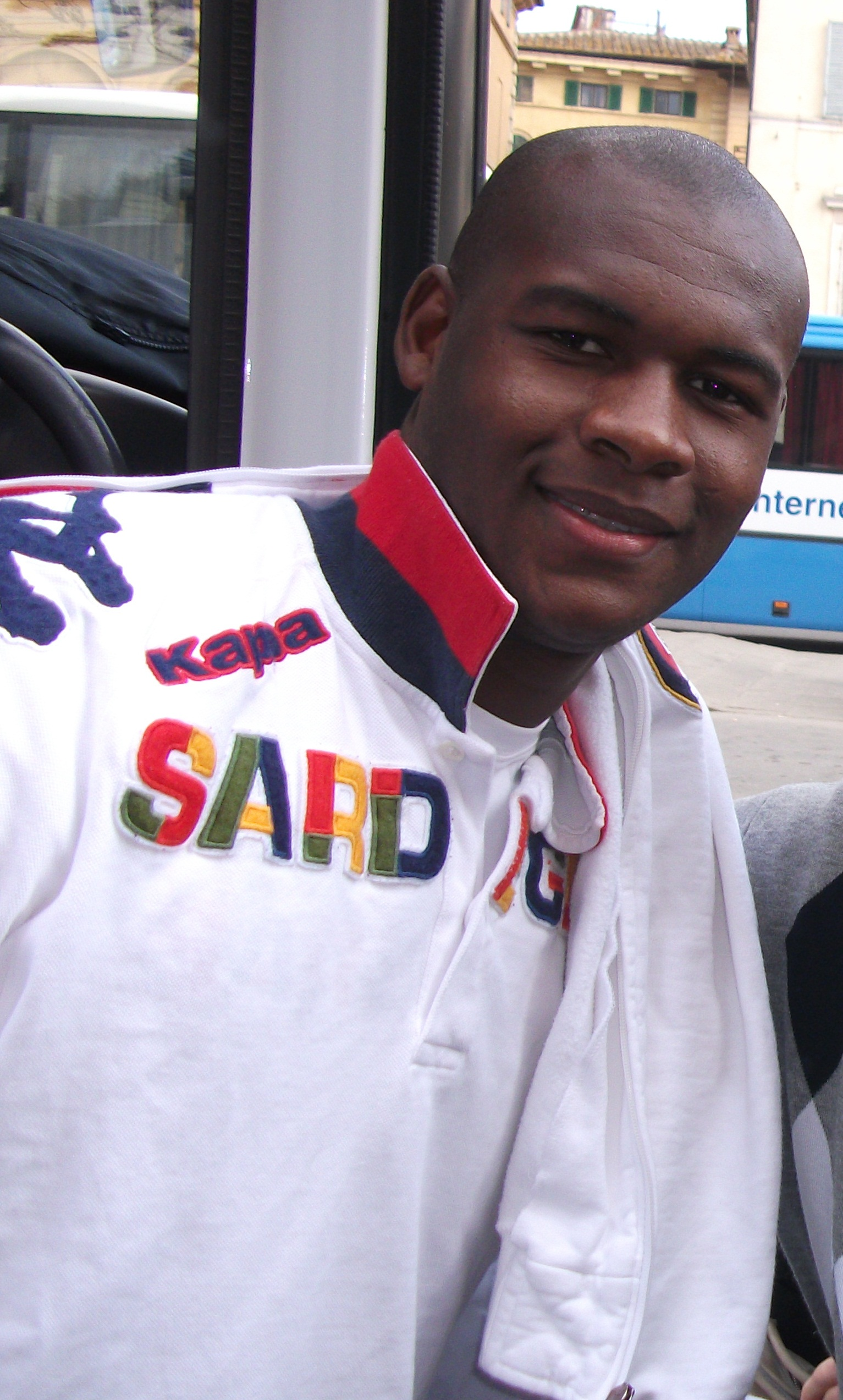
Víctor Ibarbo (* 1990)

- Ibarbourou, Juana de (1895–1979), uruguayische Dichterin
- Ibargoitia, Juan (1765–1801), spanischer Seeoffizier und Entdecker
- Ibargüen, Arley (* 1982), kolumbianischer Leichtathlet
- Ibargüen, Caterine (* 1984), kolumbianische Leichtathletin
- Ibargüengoitia, Jorge (1928–1983), mexikanischer Schriftsteller und Dramatiker
- Ibarguren Schindler, Rafael (* 1952), katholischer Ordenspriester, Administrator von San Miguel de Sucumbíos
- Ibarguren, Miren (* 1980), spanische Schauspielerin
- Ibarra Groth, Federico (* 1946), mexikanischer Musiker und Komponist
- Ibarra Mayorga, Salomón (1887–1985), nicaraguanischer Schriftsteller
- Ibarra Morales, Héctor (* 1931), mexikanischer Botschafter
- Ibarra, Álvaro de (* 1619), spanischer Jurist, Vizekönig von Peru
- Ibarra, Aníbal (* 1958), argentinischer Jurist und Politiker, Bürgermeister von Buenos Aires (Argentinien)
- Ibarra, Cristóbal Humberto (1920–1988), salvadorianischer Lyriker, Erzähler und Essayist
- Ibarra, Diego de († 1600), spanischer Konquistador und Entdecker
- Ibarra, Elixabet (* 1981), spanische Fußballspielerin
- Ibarra, Eloísa (* 1968), uruguayische Künstlerin
- Ibarra, Eréndira (* 1985), mexikanische SchauspielerinEréndira Ibarra (* 1985)

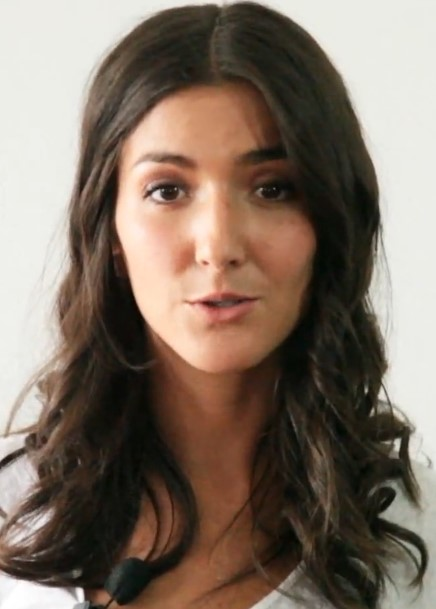
Eréndira Ibarra (* 1985)

- Ibarra, Florencia (* 1983), argentinische Handballspielerin
- Ibarra, Francisco de (1539–1575), spanischer Konquistador und Entdecker
- Ibarra, Hugo (* 1974), argentinischer Fußballspieler
- Ibarra, Isidoro (* 1992), argentinischer Hockeyspieler
- Ibarra, Juan Alberto Rodríguez (* 1969), mexikanischer Beachvolleyballspieler
- Ibarra, Juan de Dios (* 1979), mexikanischer Fußballtorhüter
- Ibarra, Luis (1937–2013), chilenischer Fußballspieler
- Ibarra, Luis (* 1953), panamaischer Boxer im Fliegengewicht
- Ibarra, Manuel (* 1977), chilenischer Fußballspieler
- Ibarra, Miguel (* 1990), US-amerikanischer Fußballspieler
- Ibarra, Néstor (1938–2005), argentinischer Journalist und Rundfunkmoderator
- Ibarra, Pedro (* 1985), argentinischer Hockeyspieler
- Ibarra, Renato (* 1991), ecuadorianischer Fußballspieler
- Ibarra, Ricardo (1950–2011), argentinischer Ruderer
- Ibarra, Romario (* 1994), ecuadorianischer Fußballspieler
- Ibarra, Saúl (1964–2017), mexikanischer Fußballspieler
- Ibarra, Susie (* 1970), US-amerikanische Perkussionistin, Jazzmusikerin (Schlagzeug) und Komponistin
- Ibarreche, Lázaro (1894–1959), spanischer Sportler
- Ibarreche, Martín (* 1943), mexikanischer Fußballspieler auf der Position eines Verteidigers
- Ibarreche, Oier (* 2003), spanischer Boxer
- Ibarretxe, Juan José (* 1957), spanischer Politiker
- Ibarrola, Agustín (1930–2023), spanisch-baskischer Maler und Bildhauer
- Ibarrola, Jaison (* 1985), paraguayischer Fußballspieler
- Ibárruri, Dolores (1895–1989), spanische Revolutionärin und Politikerin in der ArbeiterbewegungDolores Ibárruri (1895–1989)

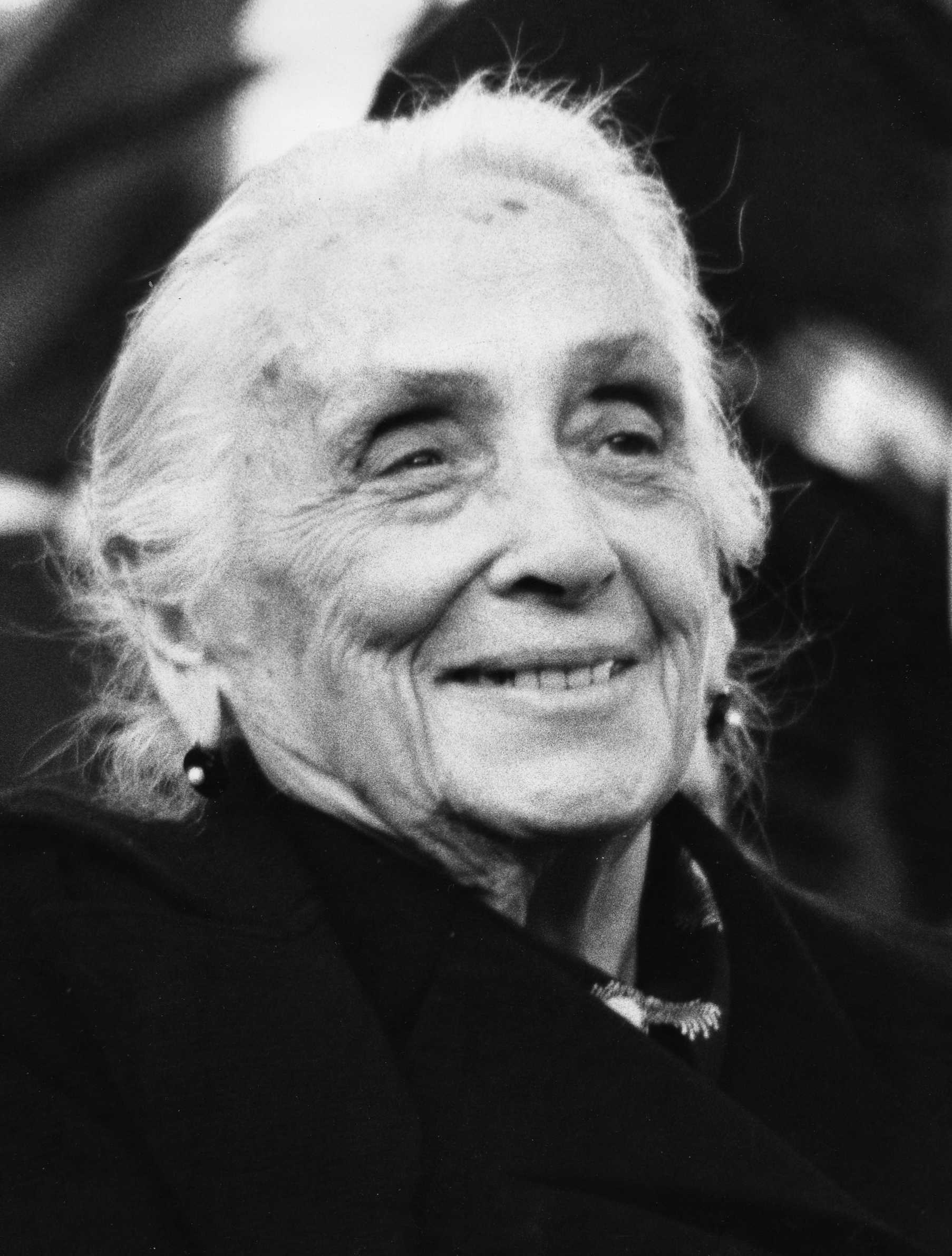
Dolores Ibárruri (1895–1989)

- Ibarzabal, Lorea (* 1994), spanische Leichtathletin
- Ibas von Edessa († 457), Bischof von Edessa, Theologe
- Ibata, Ben (* 1974), deutsch-kongolesischer Volleyballspieler
- Ibata, Hiroyasu (* 1974), japanischer Fußballspieler
- Ibayashi, Akira (* 1990), japanischer Fußballspieler

### Ibb
- Ibbeken, Hans (1899–1971), deutscher Offizier
- Ibbeken, Hillert (1935–2021), deutscher Geologe, Hochschullehrer und Schriftsteller
- Ibbeken, Rudolf († 1750), deutscher lutherischer Theologe und Superintendent
- Ibbeken, Signe (* 1966), deutsche Schriftstellerin und Schauspielerin
- Ibbetson, Agnes (1757–1823), britische Botanikerin
- Ibbetson, Arthur (1922–1997), britischer Kameramann
- Ibbetson, Bruce (* 1953), US-amerikanischer Ruderer
- Ibbetson, David John, englischer Jurist und Hochschullehrer
- Ibbi-Sin, König von Sumer und Akkad
- Ibbi-Sipiš, Herrscher von Ebla
- Ibbotson, Derek (1932–2017), britischer Mittel- und Langstreckenläufer
- Ibbotson, Eva (1925–2010), britische Schriftstellerin
- Ibbotson, John (1869–1950), englischer Fußballschiedsrichter
- Ibbott, Alec (* 1930), britischer Diplomat
- Ibbou, Inès (* 1999), algerische Tennisspielerin

### Ibe
- Ibe, Jordon (* 1995), englischer Fußballspieler
- Ibe, Klaus-Ekkehard (1930–2002), deutscher Organist, Kantor, Dirigent und Hochschullehrer in Weimar, Ilmenau, Heilbronn und Berlin
- Ibe-Akobi, Ikenna (* 2001), bolivianischer Sprinter
- Ibeabuchi, Ike (* 1973), nigerianischer Boxer
- Ibeh, Bruno (* 1995), nigerianischer Fußballspieler
- Ibeh, Prince (* 1994), US-amerikanischer Basketballspieler
- Ibekwe, Ekene (* 1985), US-amerikanisch-nigerianischer Basketballspieler
- Ibekwe, Mariam (* 1969), nigerianische Kugelstoßerin
- Ibel, Franz (1770–1845), bayerischer Politiker
- Ibel, Friedrich (* 1920), deutscher Fußballspieler
- Ibel, Hugbert (* 1935), deutscher Brigadegeneral der Luftwaffe
- Ibel, Max-Josef (1896–1981), deutscher Brigadegeneral der Luftwaffe
- Ibel, Wolfgang (* 1934), deutscher Politiker (CDU), MdL
- Ibelgauptas, Zbignevas (* 1961), litauischer Pianist und Musikpädagoge
- Ibelherr, Franz-Xaver (* 1964), deutscher Eishockeyspieler
- Ibell, Brigid (* 1958), südafrikanisch-deutsche Malerin
- Ibell, Carl (1744–1826), nassauischer Amtmann
- Ibell, Carl Bernhard von (1847–1924), deutscher Rechtsanwalt und Notar, Oberbürgermeister von Wiesbaden (1883–1913)
- Ibell, Carl Friedrich Emil von (1780–1834), Regierungspräsident des Herzogtums Nassau; danach Regierungspräsident der Landgrafschaft Hessen-Homburg
- Ibels, Henri-Gabriel (1867–1936), französischer Graphiker, Maler und Autor
- Iben, Ibe Peters (1738–1808), ostfriesischer Orgelbauer
- Iben, Icko (* 1931), US-amerikanischer Astronom
- Ibengé, Florent (* 1961), kongolesischer Fußballspieler
- Ibenthaler, Paul (1920–2001), deutscher Maler, Bildhauer und Autor
- Iber, Hans (1886–1946), deutscher Reichsgerichtsrat
- Iber, Michael (* 1965), deutscher Musiker, Rundfunkautor, Medienwissenschaftler
- Iber, Walter M. (* 1979), österreichischer Historiker
- Iber-Schade, Annerose (1923–2020), deutsche Unternehmerin
- Iberer, Erika (1906–1984), österreichische Autorin
- Iberer, Florian (* 1982), österreichischer Eishockeyspieler
- Iberer, Gunter (1940–2011), österreichischer Pädagoge und Fußballspieler
- Iberer, Martin (* 1986), österreichischer Eishockeytorwart
- Iberer, Matthias (* 1985), österreichischer Eishockeyspieler
- Iberg, Helge (* 1954), norwegischer Komponist und Jazzpianist
- Ibero Iriarte, Cruz, spanischer Handballtrainer
- Ibers, James (1930–2021), US-amerikanischer Chemiker
- Ibërshimi, Enver (* 1939), albanischer Fußballspieler
- Ibërshimi, Rifat (* 1950), albanischer Fußballspieler
- Ibert, Jacques (1890–1962), französischer KomponistJacques Ibert (1890–1962)

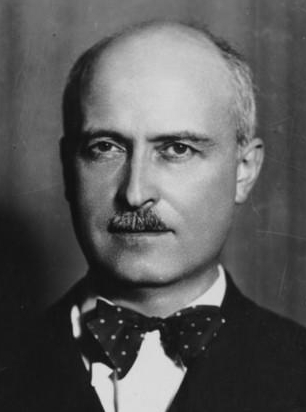
Jacques Ibert (1890–1962)

- Ibert, Markus (* 1967), deutscher Kommunalpolitiker und Oberbürgermeister von Lahr/Schwarzwald
- Ibert, Oliver (* 1970), deutscher Geograph
- Ibertsberger, Andreas (* 1982), österreichischer Fußballspieler
- Ibertsberger, Lukas (* 2003), österreichischer Fußballspieler
- Ibertsberger, Robert (* 1977), österreichischer Fußballspieler und -trainer

### Ibh
- Ibhais, Abdullah, jordanischer Medienmanager und Whistleblower

### Ibi
- Ibi, altägyptischer Amtsträger, Obervermögensverwalter der Gottesgemahlin
- Ibi, altägyptischer Beamter der 6. Dynastie
- Ibi II., altägyptischer König der 13. Dynastie
- Ibi, Keiko (* 1967), japanische Naturfilmerin, Filmregisseurin
- Ibiam, Akanu (1906–1995), nigerianischer Politiker
- Ibiam, Sam (1925–2015), nigerianischer Fußballtorwart und Fußballtrainer
- Ibielski, Oliver (1971–2017), deutscher Ruderer
- Ibing, August (1878–1959), deutscher Maler und Grafiker der Düsseldorfer Schule
- Ibing, Günther (1910–1992), deutscher Chemiker und Bergbaumanager
- Ibing, Jana (* 1976), deutsche Schauspielerin
- Ibing, Wolfram (1922–2004), deutscher Brigadegeneral der Bundeswehr
- Ibiranu, König von Ugarit
- Ibisch, Pierre (* 1967), deutscher Biologe, Ökologe und NaturschützerPierre Ibisch (* 1967)

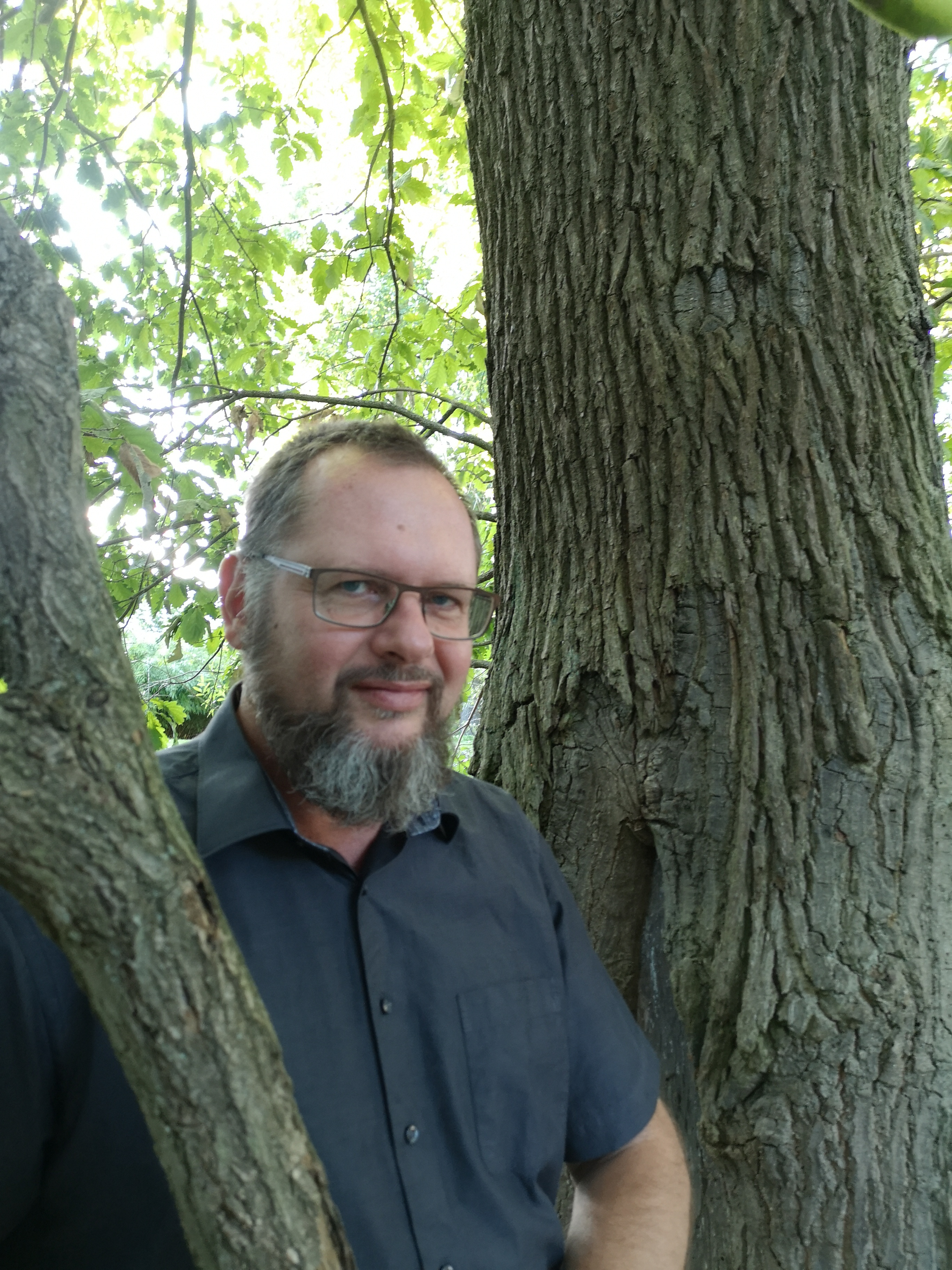
Pierre Ibisch (* 1967)

- Ibischew, Turpal-Ali Said-Eminowitsch (* 2002), russischer Fußballspieler
- Ibišević, Elvir (* 1998), bosnischer Fußballspieler
- Ibišević, Vedad (* 1984), bosnisch-amerikanischer Fußballspieler
- Ibish, Hussein Yusuf Kamal (* 1963), amerikanischer Literaturwissenschaftler und Forscher
- Ibisz, Krzysztof (* 1965), polnischer Politiker, Mitglied des Sejm
- Ibiyomi, Michael (* 1993), nigerianischer Fußballspieler

### Ibl
- Ibl, Franz (1860–1908), österreichischer Montanist
- Ibl, Norbert (1921–1981), Schweizer Chemiker
- iBlali (* 1992), deutscher YoutuberIBlali (* 1992)

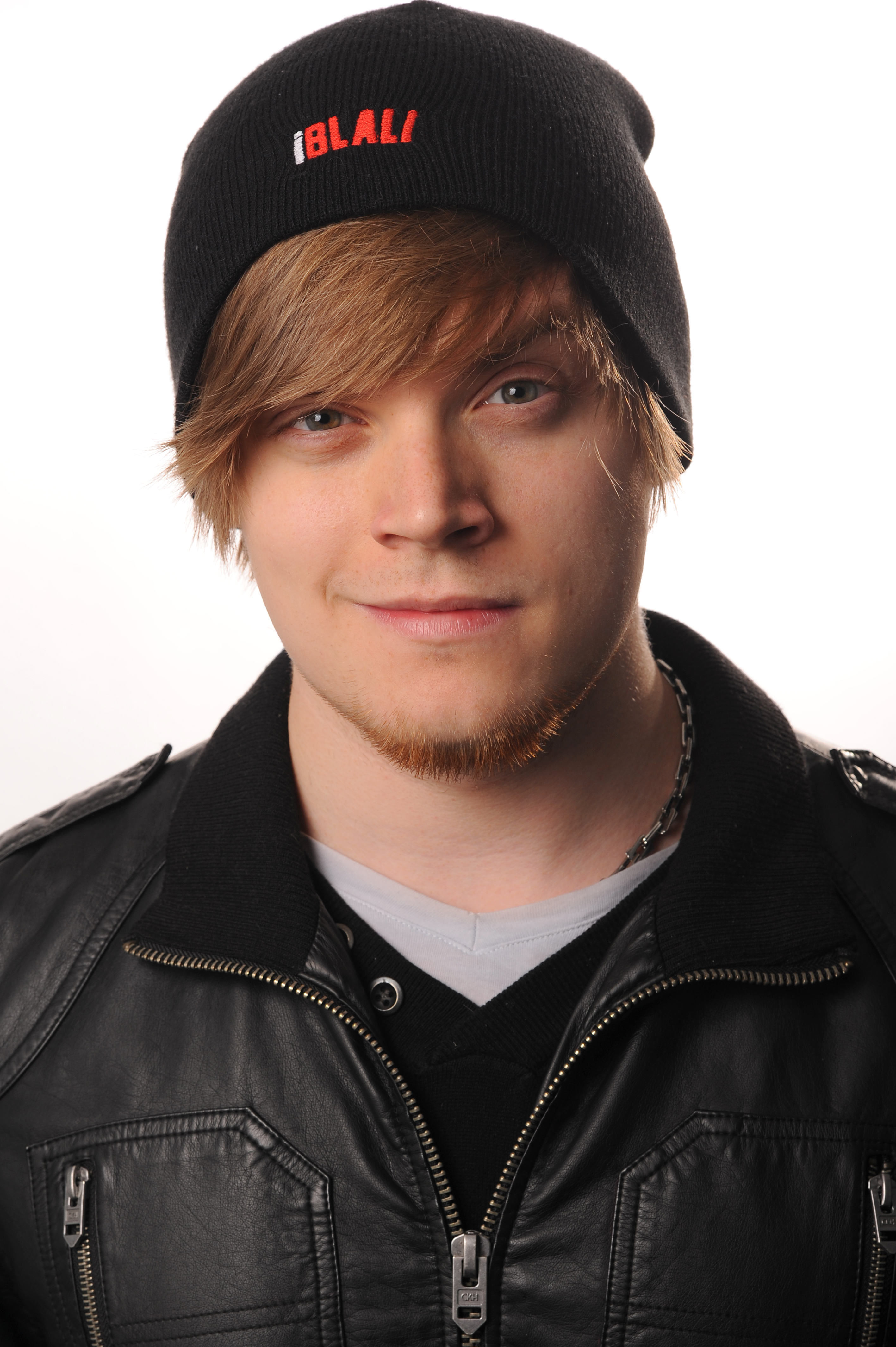
IBlali (* 1992)

- Ibler, Martin (* 1955), deutscher Rechtswissenschaftler
- Iblis (* 1972), deutscher Musiker und Musikproduzent
- Iblul-il, König von Mari

### Ibn
- Ibn ʿAbd al-Barr (978–1071), Rechtsgelehrter
- Ibn ʿAbd al-Hakam († 871), arabischer Historiker
- Ibn Abd Rabbih (860–940), andalusischer Gelehrter und Dichter
- Ibn Abī Hadrad al-Aslamī, Gefährte Mohammeds
- Ibn Abī Hātim ar-Rāzī (854–938), Koranexeget und Hadith-Gelehrter
- Ibn Abī l-Hadīd (1190–1258), mutazilitischer Gelehrter, Verfasser des Šarḥ Nahǧ al-Balāġa
- Ibn Abī Schaiba († 849), Hadith-Gelehrter und Geschichtsschreiber
- Ibn Abi Umara († 1284), Usurpator im Hafsidenreich (1283–1284)
- Ibn Abī Usaibiʿa († 1270), arabischer Arzt und Biograph
- Ibn Abī Zaid al-Qairawānī (922–996), malikitischer Rechtsgelehrter in Kairouan
- Ibn ʿĀbidīn (1783–1836), islamischer Geistlicher
- Ibn Adil al-Hanbali, Korankommentator
- Ibn al-Adim († 1262), muslimischer Historiker des Hochmittelalters
- Ibn al-ʿArabī al-Maʿāfirī (1076–1148), islamischer Rechtsgelehrter und Theologe
- Ibn al-ʿArīf (1088–1141), andalusischer islamischer Mystiker (Ṣūfī), Theologe und Dichter
- Ibn al-Athīr (1160–1233), muslimischer Historiker des Hochmittelalters
- Ibn al-'Awwam, andalusischer Agronom
- Ibn al-Banna al-Marrākuschī (1256–1321), arabischer Mathematiker, Gelehrter und Astronom
- Ibn al-Bawwab, arabischer Kalligraf
- Ibn al-Chaschschab († 1125), Kadi von Aleppo
- Ibn al-Chaṭīb (1313–1374), islamischer Naturforscher, Historiker, Politiker und Schriftsteller
- Ibn al-Dschauzī (1116–1201), hanbalitischer Polyhistor und Prediger
- Ibn al-Dschazarī (1350–1429), islamischer Rechts- und Korangelehrter
- Ibn al-Dschazzar, nordafrikanischer, arabischsprachiger Mediziner und Fachautor
- Ibn al-Faqih, persischer Historiker und Geograph
- Ibn al-Fārid (1181–1235), mystischer Dichter der arabischen Literatur
- Ibn al-Farrā' (990–1066), hanbalitischer Gelehrter
- Ibn al-Haitham, Missionar der Ismailiten und Chronist
- Ibn al-Kalbī, muslimischer Historiker und Genealoge
- Ibn al-Muqaffaʿ, persischer Autor und Kanzleisekretär
- Ibn al-Qalanisi († 1160), muslimischer Chronist des Mittelalters
- Ibn al-Qiftī (1172–1248), mittelalterlicher arabischer Historiker
- Ibn al-Sa‘i (1197–1276), Historiker und Schriftsteller
- Ibn Ammar, Muhammad (1031–1086), arabischer Dichter und Staatsmann in Andalusien
- Ibn an-Nadīm, schiitischer Gelehrter, Bibliograph, Buchhändler arabischer oder persischer Herkunft
- Ibn an-Nafīs († 1288), arabischer Mediziner
- Ibn ʿAqīl (1040–1119), hanbalitischer Rechtsgelehrter und Theologe
- Ibn ar-Rāwandī, Häretiker und Kritiker des Islam
- Ibn ʿArabī, Muhyī d-Dīn (1165–1240), islamischer MystikerMuhyī d-Dīn Ibn ʿArabī (1165–1240)

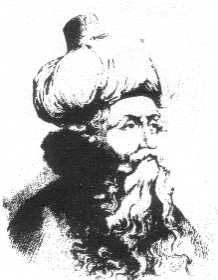
Muhyī d-Dīn Ibn ʿArabī (1165–1240)

- Ibn as-Sallar († 1153), Wesir der Fatimiden
- Ibn ʿAsākir (1105–1176), Wissenschaftler und Historiker
- Ibn asch-Schatir (1304–1375), arabischer Astronom, Mathematiker und Erfinder
- Ibn Bābawaih (918–991), schiitischer Gelehrter der Zwölfer-Schiiten; Verfasser des Man la yahduruh al-faqih
- Ibn Baddscha, spanischer arabischer Gelehrter, Philosoph, Astronom und Mathematiker
- Ibn Baschkuwāl (1101–1183), andalusischer Traditionarier und Biograph
- Ibn Bassal, arabischer Agronom
- Ibn Bassām, islamischer Geschichtsschreiber und Poet in Al-Andalus
- Ibn Battūta (* 1304), muslimischer Forschungsreisender
- Ibn Baz, Abd al-Aziz (1910–1999), islamischer Geistlicher und Großmufti von Saudi-Arabien
- Ibn Budayr, osmanischer Chronist und Barbier arabischer Sprache
- Ibn Butlan, mittelalterlicher christlich-nestorianischer Arzt
- Ibn Chafadscha (* 1058), Dichter der Almoraviden
- Ibn Chaldūn (1332–1406), islamischer Historiker und PolitikerIbn Chaldūn (1332–1406)

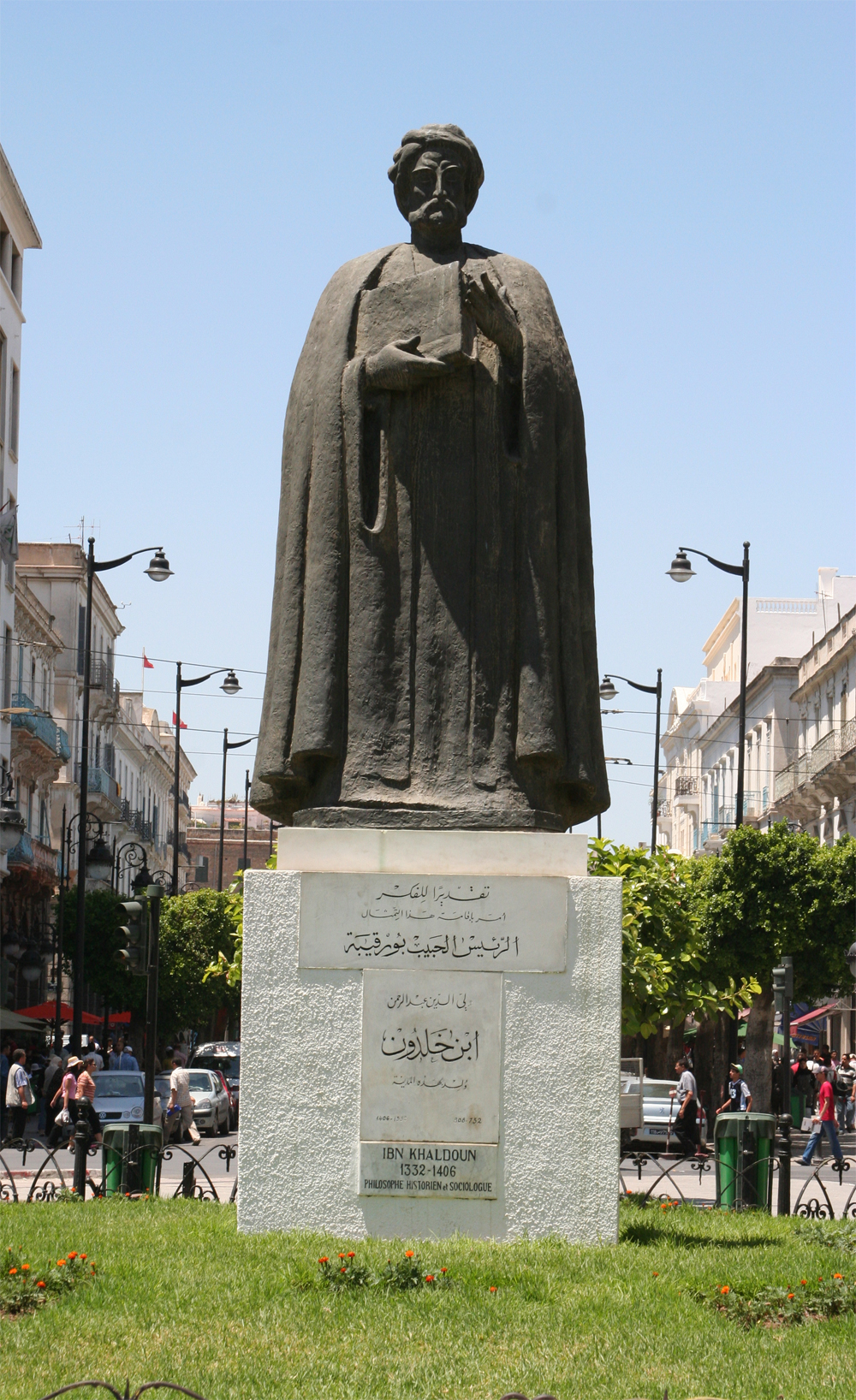
Ibn Chaldūn (1332–1406)

- Ibn Challikān (1211–1282), arabischer Biograph und Rechtsgelehrter
- Ibn Chordadhbeh, Generalpostmeister in Medien im westlichen Persien
- Ibn Daqiq al-ʿId (1228–1302), islamischer Gelehrter, Richter und Buchautor
- Ibn Dschamāʿa, Badr ad-Dīn (1241–1333), islamischer Wissenschaftlicher und Rechtsgelehrter
- Ibn Dschinni († 1002), arabischer Grammatiker
- Ibn Dschubair (1145–1217), arabischer Geograf und Reiseschriftsteller
- Ibn Fadlallah al-Umari (1301–1349), arabisch-syrischer Historiker
- Ibn Fadlān, arabischer Abgesandter des Kalifen von Bagdad
- Ibn Furtu, Großimam und Chronist des Staates Bornu
- Ibn Ǧulǧul, andalusischer Arzt und Pharmakologe
- Ibn Hadschar al-ʿAsqalānī (1372–1449), Wissenschaftler der islamischen Gelehrsamkeit und Hochschullehrer
- Ibn Hadschar al-Haitamī († 1567), Rechtsgelehrter und Mufti der schafiitischen Lehrrichtung
- Ibn Hālawaih, arabischer Grammatiker und Koranexeget
- Ibn Hasdai, Abu l-Fadl, jüdischer Wesir am Hof von Saragossa
- Ibn Hauqal, arabisch-islamischer Geograph und Schriftsteller
- Ibn Hauschab († 914), ismailitischer Missionar
- Ibn Hazm (994–1064), arabischer Universalgelehrter in AndalusienIbn Hazm (994–1064)

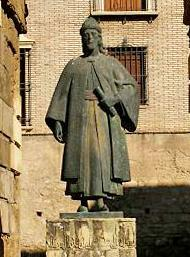
Ibn Hazm (994–1064)

- Ibn Ḥibbān († 965), arabischer Rechtsgelehrter
- Ibn Hischām, arabischer Grammatiker und Traditionsgelehrter
- Ibn ʿIdhārī, arabischer Historiker und Geschichtsschreiber aus dem Maghreb
- Ibn Ishāq, arabischer Historiker und Biograph des Propheten Mohammed
- Ibn Iyās (* 1448), Geschichtsschreiber
- Ibn Kammuna (1215–1284), jüdischer Philosoph, Theologe und Arzt
- Ibn Kullāb, islamischer Theologe
- Ibn Kunasa (* 741), arabischer Dichter und Philologe
- Ibn Madscha (824–887), islamischer Gelehrter und Schriftsteller, bedeutender Sammler von Hadithen (Aussprüchen des Propheten Mohammed)
- Ibn Mālik († 1274), spanisch-arabischer Gelehrter
- Ibn Manzūr (* 1233), arabischer Lexikograph und Autor des Lisan al-Arab
- Ibn Mardanīsch (1124–1172), muslimischer Fürst von Valencia (1143–1172)Ibn Mardanīsch (1124–1172)

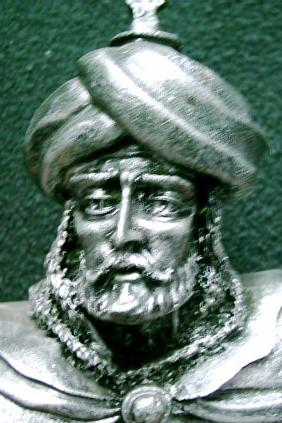
Ibn Mardanīsch (1124–1172)

- Ibn Marwan († 889), maurischer Herrscher im Westen Andalusiens
- Ibn Masal († 1150), Wesir der Fatimiden
- Ibn Masarra († 931), muslimischer Mystiker und Philosoph
- Ibn Masʿūd, ʿAbdallāh, Gefährte des Propheten Mohammed und einer der ersten Muslime
- Ibn Muflih (1308–1362), islamischer Rechtsgelehrter
- Ibn Muqana, arabisch-portugiesischer Dichter
- Ibn Muqla (886–940), arabischer Kalligraf
- Ibn Nāqiyā (1020–1092), arabischer Dichter und Schriftsteller
- Ibn Nubata (1287–1366), arabischer Dichter
- Ibn Qaiyim al-Dschauzīya (1292–1350), sunnitischer Gelehrter
- Ibn Qasi († 1151), maurischer Herrscher an der Algarve
- Ibn Qudāma al-Maqdisī (1147–1223), islamischer Gelehrter
- Ibn Qutaiba († 889), sunnitischer Gelehrter
- Ibn Radschab († 1393), islamischer Gelehrter und Rechtswissenschaftler
- Ibn Rāhūya († 853), Traditionarier
- Ibn Rustah, Ahmad, persischer Geograf
- Ibn Sabʿīn, arabischer Philosoph
- ibn Sahl, al-Hasan, abbasidischer Beamter, Gouverneur des Irak de Kalif al-Ma'mun
- Ibn Sayyad, Zeitgenosse Mohammeds, Zweifler an dessen Prophetentum
- Ibn Schihāb az-Zuhrī (671–742), Qādī, Pionier der klassischen Hadithwissenschaft und ein Fiqhgelehrter des Ḥiǧāz
- Ibn Taghribirdi († 1470), ägyptischer Historiker
- Ibn Taimīya (1263–1328), islamischer Theologe und Rechtsgelehrter der (neo)-hanbalitischen Rechtsschule
- Ibn Tibbon, Samuel (1160–1230), jüdischer Autor und Übersetzer
- Ibn Tifilwit († 1117), Emir von Saragossa
- Ibn Tūmart (1077–1130), Missionar und Begründer der Bewegung der Almohaden
- Ibn Turk, Abd al-Hamīd, turkstämmiger muslimischer Mathematiker
- Ibn Umail, arabischer Alchemist
- Ibn Wafid, moslemischer Arzt und Botaniker in al-Andalus
- Ibn Wahschiyya, irakischer Alchemist
- Ibn Warraq (* 1946), Autor und IslamkritikerIbn Warraq (* 1946)

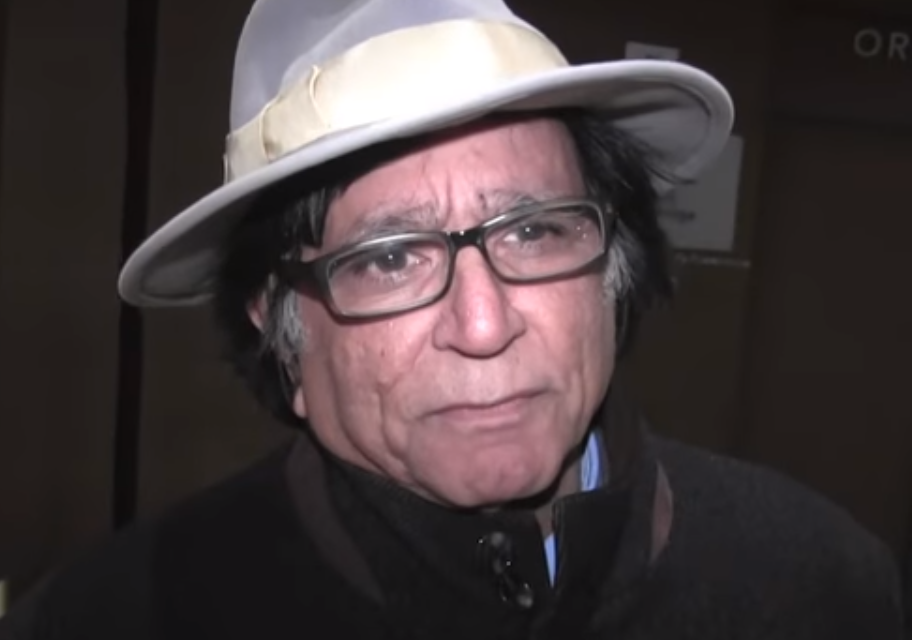
Ibn Warraq (* 1946)

- Ibn Wāsil (1208–1298), arabischer Politiker, Diplomat und Historiker
- Ibn Yaḥya, Joseph ben David, jüdischer Gelehrter, Verfasser des Torah Ow
- Ibn Yaʿīsch (1158–1245), arabischer Grammatiker
- Ibn Yamin, persischer Dichter
- Ibn Yasin († 1059), Theologe und Begründer der Bewegung der Almoraviden
- Ibn Yunus († 1009), ägyptischer Astronom und Mathematiker
- Ibn Zaddik, Josef († 1149), spanisch-jüdischer Gelehrter
- Ibn Zafar (* 1104), arabischer Schriftsteller und politischer Philosoph
- Ibn Zaidun (1003–1071), arabischer Dichter in Andalusien
- Ibn Ziaten, Latifa (* 1960), marokkanisch-französische Aktivistin
- Ibn Zuhr († 1161), arabischer Arzt, Chirurg und Lehrer in Al-Andalus
- Ibn Zunbul, osmanischer Chronist und Geomantiker
- Ibn-i Kemal (1468–1534), osmanischer Şeyhülislam und Historiker
- Ibn-Oumar, Acheikh (* 1951), Politiker und Militärführer im Tschad

### Ibo
- Ibo (1961–2000), deutscher SchlagersängerIbo (1961–2000)

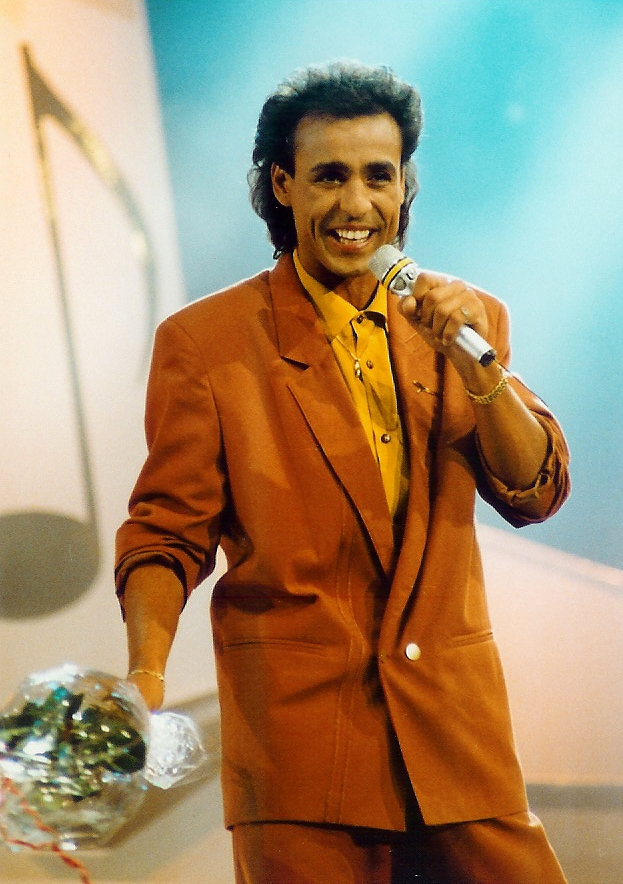
Ibo (1961–2000)

- Ibori, James (* 1959), nigerianischer Politiker
- Iborra, José (1908–2002), spanischer Fußballtorhüter
- Iborra, Vicente (* 1988), spanischer Fußballspieler
- Ibos, Marie-Thérèse (1922–2011), französische Geigerin

### Ibr
- Ibrag, Aubri (* 2001), russisch-australische Schauspielerin, Model und Webvideoproduzentin
- Ibragimov, Aziz (* 1986), usbekischer Fußballspieler
- Ibragimov, Magomed (* 1983), usbekischer Ringer
- Ibragimov, Magomed (* 1985), usbekischer Ringer
- Ibragimov, Mogamed (* 1974), nordmazedonischer Ringer
- Ibragimova, Alina (* 1985), russische Geigerin
- Ibragimow, Älischan (* 1953), kasachischer Unternehmer
- Ibragimow, Anwar Kamilewitsch (1965–2023), russischer Florettfechter
- Ibragimow, Ildar Abdulowitsch (* 1932), russischer Mathematiker
- Ibragimow, Kanta Chamsatowitsch (* 1960), russischer Schriftsteller tschetschenischer Herkunft
- Ibragimow, Rinat (1960–2020), russischer Kontrabassist, Dirigent und Musikpädagoge
- Ibragimow, Rinat Raschidowitsch (* 1986), russischer Eishockeyspieler
- Ibragimow, Sultan-Achmed Magomedsalichowitsch (* 1975), russischer Boxer
- Ibragimowa, Alewtina Wladimirowna (* 2005), russische Tennisspielerin
- Ibraheemi, Hussein al (* 1998), irakischer Hochspringer
- İbrahim (1615–1648), Sultan des Osmanischen Reichesİbrahim (1615–1648)

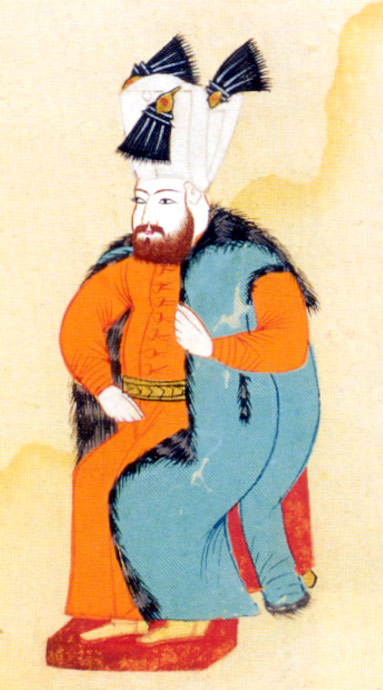
İbrahim (1615–1648)

- Ibrahim ad-Disuqi, ägyptischer Sufi
- Ibrahim Al Jabin (* 1971), syrischer Schriftsteller, Journalist und Fernsehproduzent
- Ibrāhīm b. Yaʿqūb al-Dhakwānī al-Kānemī, Autor aus der Südsahara
- Ibrahim Bey (1735–1816), Bey der Mamluken in Ägypten
- Ibrahim bin Muhammad al-Wazir, jemenitischer schiitischer Geistlicher der Zaiditen
- Ibrahim Derwisch Pascha († 1896), osmanischer General
- İbrahim Hakkı Erzurumi (1703–1780), osmanischer Universalgelehrter
- İbrahim Hakkı Pascha (1863–1918), Großwesir im Osmanischen Reich
- Ibrahim I. ibn al-Aghlab († 812), erster Emir der Aghlabiden in Ifriqiya (800–812)
- Ibrāhīm ibn ʿAbdallāh († 763), hasanidischer Alide
- Ibrahim ibn al-Mudabbir, Höfling und Finanzverwalter
- Ibrāhīm ibn al-Walīd († 750), Kalif der Umayyaden
- Ibrāhīm Ibn Sinān (908–946), arabischer Mathematiker
- Ibrahim ibn Taschfin († 1147), Emir der Almoraviden (1145–1147)
- Ibrahim ibn Yaqub, jüdischer Kaufmann
- Ibrahim Inal († 1059), seldschukischer Anführer
- Ibrahim Ismail von Johor (* 1958), malaysischer König, Sultan von JohorIbrahim Ismail von Johor (* 1958)

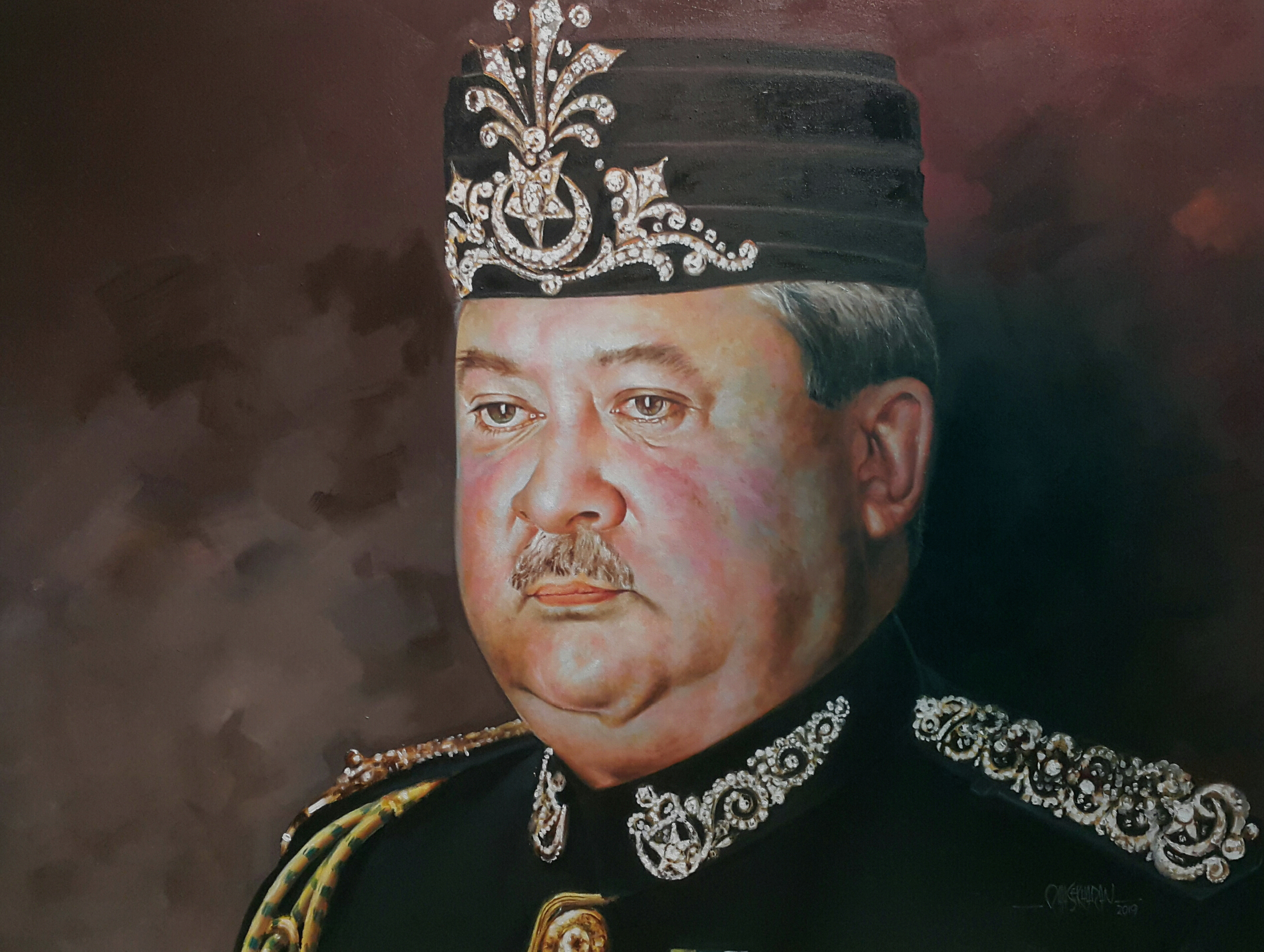
Ibrahim Ismail von Johor (* 1958)

- Ibrahim Issaka, Hussein (* 2003), katarischer Sprinter
- Ibrahim Khan Kalantar († 1801), Großwesir von Persien
- Ibrahim Lodi († 1526), Sultan von Delhi
- İbrahim Müteferrika († 1745), osmanischer Gelehrter und Diplomat ungarischer Herkunft
- Ibrahim Pascha (1789–1848), General und Wali von Ägypten
- Ibrahim Saad Al-Ibrahim (* 1944), saudischer Diplomat
- Ibrahim, Abdallah (1918–2005), marokkanischer Premierminister
- Ibrahim, Abdisalam (* 1991), norwegischer Fußballspieler
- Ibrahim, Abdoulaye (* 1986), togoischer Fußballspieler
- Ibrahim, Abdullah (* 1934), südafrikanischer Pianist und KomponistAbdullah Ibrahim (* 1934)

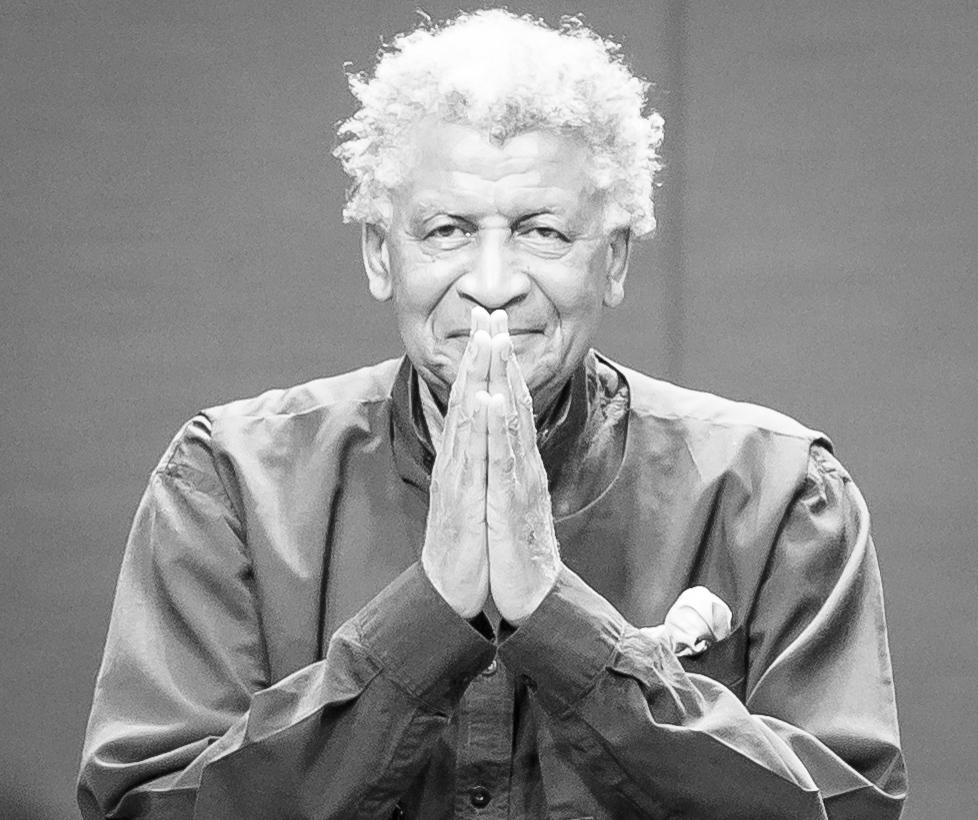
Abdullah Ibrahim (* 1934)

- Ibrahim, Abdulwahab (* 1999), ghanaischer Fußballspieler
- İbrahim, Abdürreşid (1857–1944), pan-islamischer Agitator und Journalist
- Ibrahim, Ahmad (* 1985), jordanischer Fußballschiedsrichter
- Ibrahim, Ali (* 1969), ghanaischer Fußballspieler
- Ibrahim, Ali (* 1971), dschibutischer Leichtathlet
- Ibrahim, Aminatu (* 1979), ghanaische Fußballspielerin
- Ibrahim, Amirul Hamizan (* 1981), malaysischer Gewichtheber
- Ibrahim, Blessing (* 1992), nigerianische Dreispringerin
- Ibrahim, Daud (1947–2010), malaysischer Radrennfahrer
- Ibrahim, Dawood (* 1955), indischer Gangsterboss
- Ibrahim, Dennis (* 1974), deutscher Fußballspieler
- Ibrahim, Elham (* 1950), ägyptische Kommissarin für Infrastruktur und Energie bei der Afrikanischen Union
- Ibrahim, Fares (* 1998), katarischer Gewichtheber
- Ibrahim, Fatima Ahmed (1934–2017), sudanesische Frauen- und Menschenrechtlerin
- Ibrahim, Fouad (* 1938), deutsch-ägyptischer Geograph
- Ibrahim, Fuad (* 1991), äthiopisch-US-amerikanischer Fußballspieler
- Ibrahim, Ghassan (* 1977), syrischer Journalist und Chefredakteur des Global Arab Network
- Ibrahim, Gihan, ägyptisch-amerikanische Bürgerjournalistin, Aktivistin und Bloggerin
- Ibrahim, Gregorius Yohanna (* 1948), syrischer Geistlicher und der syrisch-orthodoxe Erzbischof von Aleppo
- Ibrahim, Hassan Bouh (* 1997), dschibutischer Langstreckenläufer
- Ibrahim, Hauwa (* 1968), nigerianische Rechtsanwältin und Bürgerrechtlerin
- Ibrahim, Hindou Oumarou (* 1984), tschadische Bürgerrechtlerin
- Ibrahim, Ibrahim Michael (* 1962), libanesischer Geistlicher, melkitischer Erzbischof von Zahlé und Furzol
- Ibrahim, Ibrahim Namo (* 1937), irakischer Priester und Bischof von Saint Thomas the Apostle of Detroit
- Ibrahim, Isa (* 1935), bruneiischer Politiker
- Ibrahim, Issa (1922–1991), nigrischer Politiker
- Ibrahim, Izz ad-Din (1928–2010), ägyptischer Berater für Kulturelle Angelegenheiten der Vereinigten Arabischen Emirate, einer der Führer der Muslimbruderschaft
- Ibrahim, Jussuf (1877–1953), deutscher Arzt, KinderarztJussuf Ibrahim (1877–1953)

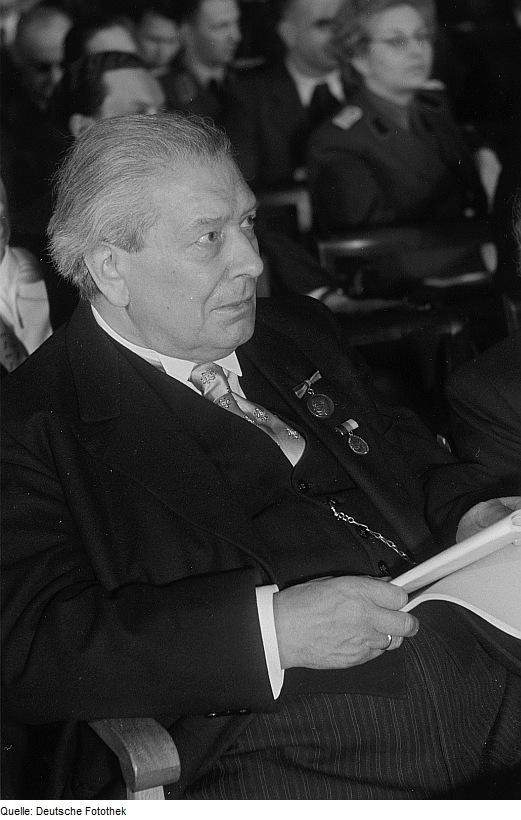
Jussuf Ibrahim (1877–1953)

- Ibrahim, Kanizat (* 1975), komorische Fußballfunktionärin
- Ibrahim, Karam (* 1979), ägyptischer Ringer
- Ibrahim, Khalfan (* 1988), katarischer Fußballspieler
- Ibrahim, Khalil († 2011), sudanesischer Führer der Darfur-Rebellengruppe Justice and Equality Movement
- Ibrahim, Lila, amerikanische Ingenieurin und Geschäftsfrau
- Ibrahim, Mahmoud Hafiz (* 1993), saudischer Sprinter
- Ibrahim, Marc Anthony (* 2002), libanesischer Hürdenläufer
- Ibrahim, Michael (* 1979), kanadischer Saxophonist
- Ibrahim, Miriam (* 1981), deutsch-äthiopische Dramaturgin und Regisseurin
- Ibrahim, Mo (* 1946), sudanesisch-britischer Unternehmer, Aktivist für gute Regierungsführung
- Ibrahim, Moaaz Mohamed (* 1999), katarischer Diskuswerfer ägyptischer Herkunft
- Ibrahim, Mohamed (* 1942), ägyptischer Radrennfahrer
- Ibrahim, Mohamed (* 1990), ägyptischer Snookerspieler
- Ibrahim, Mohammed (* 1986), sudanesischer Fußballschiedsrichterassistent
- Ibrahim, Mohammed Nuri, saudi-arabischer Diplomat
- Ibrahim, Moussa (* 1974), libyscher Politiker
- Ibrahim, Mubal Azzam (* 2000), maledivischer Schwimmer
- Ibrahim, Mutaz (* 1990), libyscher Fußballschiedsrichter
- Ibrahim, Nadine, nigerianische Filmschaffende und Regisseurin
- Ibrahim, Nasreena, maledivische First Lady
- Ibrahim, Nassam (* 1997), ghanaischer Fußballspieler
- Ibrahim, Nebil (* 2000), schwedischer Boxer
- Ibrahim, Nizar (* 1982), deutsch-marokkanischer Wirbeltierforscher, Paläontologe und vergleichender Anatom
- Ibrahim, Raymond (* 1973), US-amerikanischer Bibliotheksforscher, Übersetzer, Autor und Kolumnist
- Ibrahim, Saad Eddin (1938–2023), ägyptischer Menschenrechtler
- Ibrahim, Salou (* 1979), ghanaisch-belgischer Fußballspieler
- Ibrahim, Sana (* 2003), ägyptische Squashspielerin
- Ibrahim, Selma (* 1995), norwegische Moderatorin
- Ibrahim, Shivakiar (1876–1947), erste Ehefrau des ägyptischen Königs Fu'ād I.
- Ibrahim, Waleed bin Ibrahim Al, saudi-arabischer Unternehmer
- Ibrahim, Yasser (* 1993), ägyptischer Fußballspieler
- Ibrahim, Yassin (* 2000), deutsch-sudanesischer Fußballspieler
- Ibrahim, Youssef (* 1999), ägyptischer Squashspieler
- Ibrahim, Yusuf Hassan, Außenminister Somalias (2002–2004)
- Ibrahima, Hamayadji (* 2004), kamerunischer Leichtathlet
- Ibrahimagic, Alan (* 1978), australisch-serbischer BasketballtrainerAlan Ibrahimagic (* 1978)

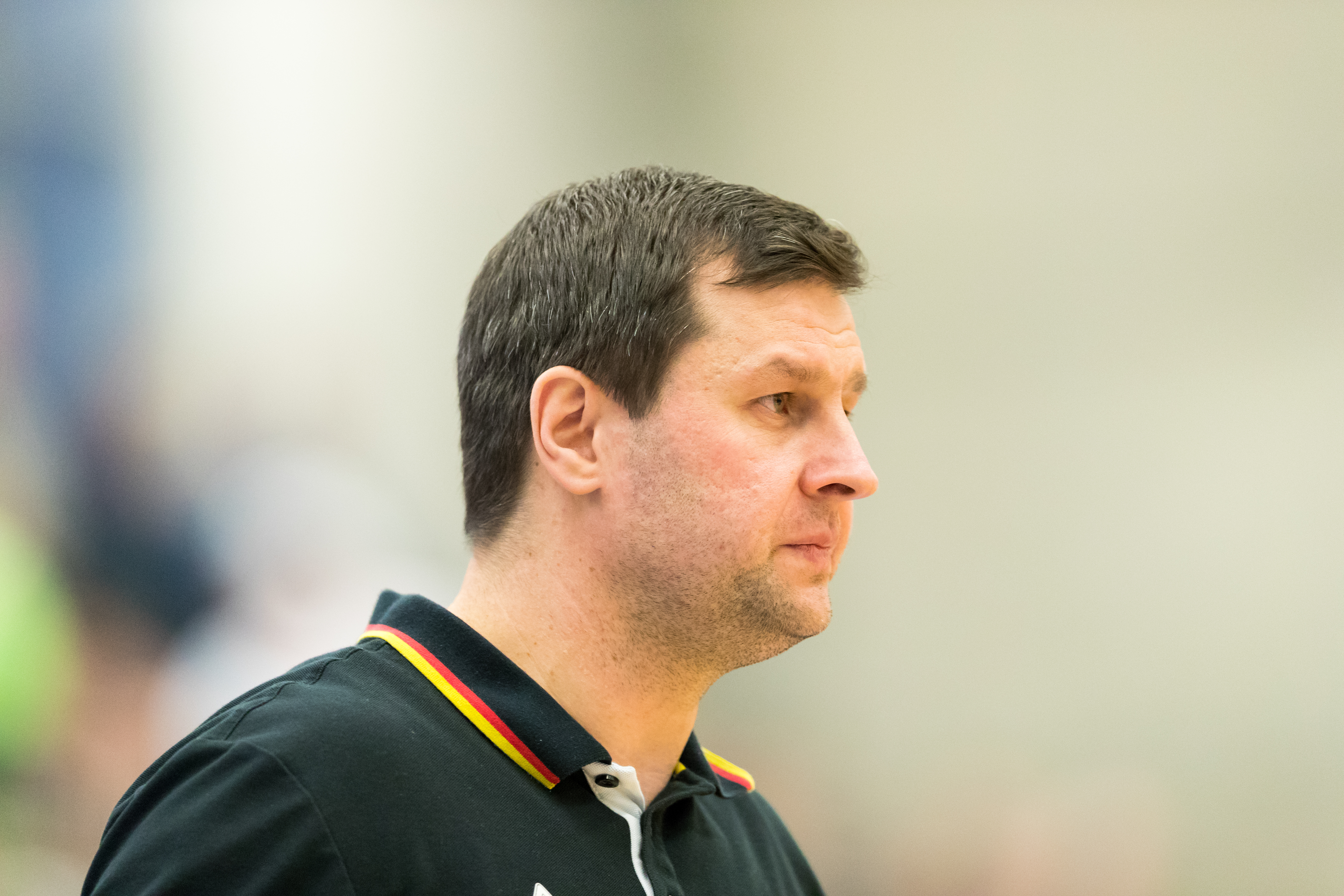
Alan Ibrahimagic (* 1978)

- Ibrahimagic, Tarik (* 2001), dänischer Fußballspieler mit bosnischen Wurzeln
- Ibrahimaj, Ali (* 1991), deutscher Fußballspieler
- Ibrahimaj, Delina (* 1983), albanische Politikerin
- Ibrahimaj, Ylldren (* 1995), kosovarischer Fußballspieler
- İbrahimbəyov, Maqsud (1935–2016), aserbaidschanischer sowjetisch-russischer Schriftsteller, Dramatiker, Drehbuchautor und Politiker
- İbrahimbəyov, Rüstəm (1939–2022), aserbaidschanischer Schriftsteller, Drehbuchautor und Filmproduzent
- Ibrahimi, Ahmed Taleb (* 1932), algerischer Politiker und Intellektueller
- Ibrahimi, Mehmet (* 2003), deutsch-kosovarischer Fußballspieler
- Ibrahimi-Salahi, Leyla (* 1980), Schweizer Unternehmerin
- Ibrahimoglu, Ilgar (* 1973), aserbaidschanischer Geistlicher, schiitischer Mullah
- İbrahimoğlu, Melih (* 2000), türkischer Fußballspieler
- Ibrahimoglu, Mücahit (* 2005), österreichischer Fußballspieler
- İbrahimov, Əjdər (1919–1993), sowjetisch-aserbaidschanischer Filmregisseur, Schauspieler, Drehbuchautor, Lehrer und Schriftsteller
- İbrahimov, Aydın (1938–2021), sowjetischer Ringer
- Ibrahimov, Fuad (* 1982), aserbaidschanischer Dirigent
- İbrahimov, Hayle (* 1990), aserbaidschanischer Langstreckenläufer äthiopischer Herkunft
- İbrahimov, Mübariz (1988–2010), aserbaidschanischer Soldat
- İbrahimov, Rəsul (* 1981), aserbaidschanischer Schachgroßmeister und -trainer
- İbrahimova, Sevda (1939–2022), aserbaidschanische Komponistin und Pianistin
- Ibrahimović, Arijon (* 2005), deutsch-kosovarischer Fußballspieler
- Ibrahimović, Edin (* 1991), österreichischer Fußballspieler
- Ibrahimović, Edin (* 1998), österreichischer Volleyballspieler
- Ibrahimović, Nermin (* 1990), serbischer Fußballspieler
- Ibrahimović, Sanel (* 1987), bosnisch-herzegowinischer Fußballspieler
- Ibrahimović, Zlatan (* 1981), schwedisch-bosnischer FußballspielerZlatan Ibrahimović (* 1981)

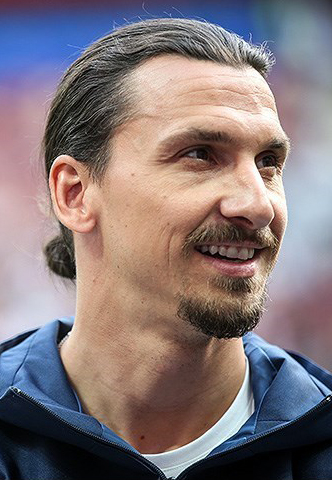
Zlatan Ibrahimović (* 1981)

- Ibrahimow, Emil (* 1990), ukrainischer Sprinter
- Ibrahimowa, Elza (1938–2012), aserbaidschanische Komponistin und Volksschauspielerin
- Ibraimi, Besart (* 1986), mazedonischer Fußballspieler
- Ibraimow, Albek (* 1967), kirgisischer Politiker, Bürgermeister von Bischkek
- Ibraimow, Dschumabek (1944–1999), kirgisischer Politiker
- Ibraimow, Said (* 1970), bulgarischer Fußballspieler und späterer Co-Trainer des FK Astana
- Ibraković, Abdulah (* 1970), bosnischer Fußballtrainer
- Ibram, Youssef, marokkanisch-schweizerischer islamischer Theologe und wahhabitischer Rechtsgelehrter
- Ibrányi, Mihály (1895–1962), ungarischer Militär, zuletzt Generalleutnant im Zweiten Weltkrieg
- Ibrat, Is'hoqxon (* 1862), usbekischer Vertreter des Dschadidismus
- Ibrić, Damir (* 1984), bosnisch-herzegowinischer Fußballspieler
- Ibričić, Senijad (* 1985), bosnisch-herzegowinischer Fußballspieler
- Ibrir, Abderrahman (1919–1988), französisch-algerischer Fußballspieler und -trainer
- Ibrisagic, Anna (* 1967), schwedische Politikerin (Moderaterna), Mitglied des Riksdag, MdEP
- Ibrišimbegović, Senad (* 1981), bosnischer Fußballschiedsrichterassistent
- Ibrisimovic, Elvin (* 1999), österreichischer Fußballspieler
- Ibro, Amadou Bacharou, nigrischer Offizier
- Ibro, Genc (* 1967), albanischer Fußballspieler
- Ibrow, Salim Aliyow, somalischer Politiker
- Ibrügger, Lothar (* 1944), deutscher Politiker (SPD), MdB, MdEP

### Ibs
- Ibscher, Gred (1906–1996), deutsche Altphilologin und Philosophiehistorikerin
- Ibscher, Hugo (1874–1943), deutscher Restaurator
- Ibscher, Paul (1910–1983), deutscher Politiker (SPD), MdA
- Ibscher, Rolf (1906–1967), deutscher Restaurator
- Ibscher, Walter (1926–2011), deutscher Bildhauer und Kunstpädagoge
- Ibschihi, al- (1388–1446), ägyptischer Schriftsteller
- Ibsel Domínguez, Verónica (* 1961), ecuadorianische Malerin
- Ibsen, Aage (1847–1915), dänischer Schriftsteller und Arzt
- Ibsen, Björn (1915–2007), dänischer Anästhesist und ein Mitbegründer der Intensivmedizin
- Ibsen, Henrik (1828–1906), norwegischer Schriftsteller und DramatikerHenrik Ibsen (1828–1906)

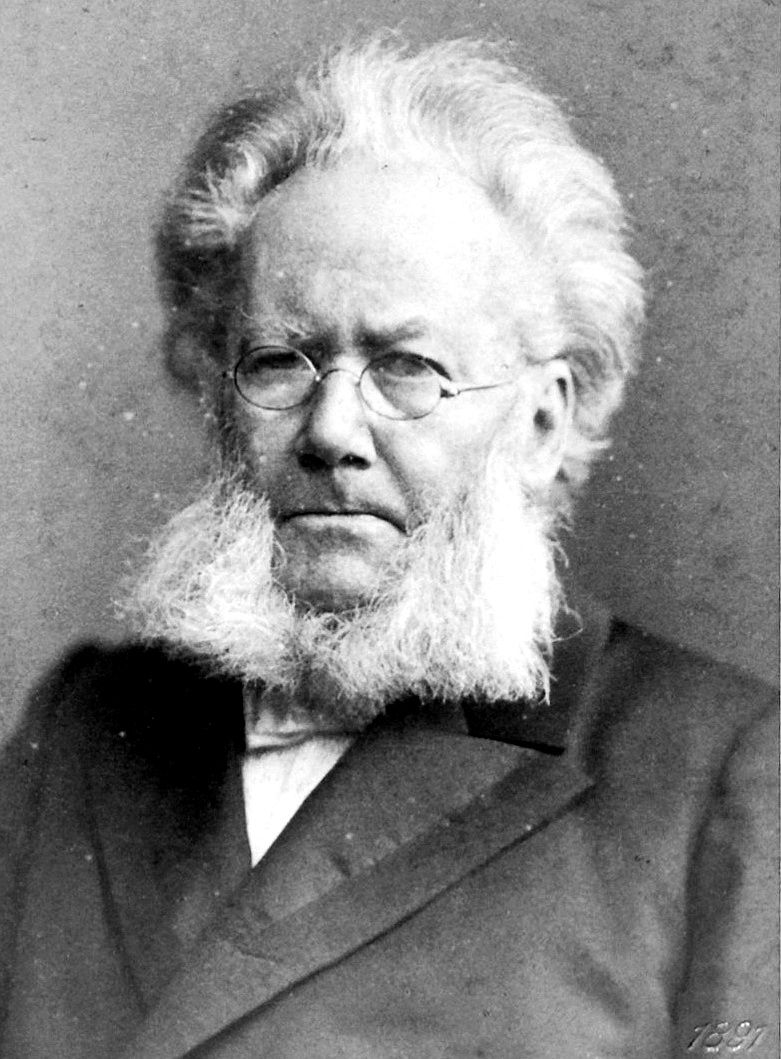
Henrik Ibsen (1828–1906)

- Ibsen, Knud (1797–1877), norwegischer Kaufmann und Holzhändler
- Ibsen, Lillebil (1899–1989), norwegische Tänzerin, Theater- und Filmschauspielerin
- Ibsen, Sigurd (1859–1930), norwegischer Schriftsteller, Rechtsanwalt und Politiker
- Ibsen, Suzannah (1836–1914), norwegische Frau, Ehefrau des norwegischen Schriftsteller und Dramatiker Henrik Ibsen
- Ibsen, Tancred junior (1921–2015), norwegischer Diplomat
- Ibser, Alexander (* 1991), österreichischer Fußballspieler

### Ibu
- Ibu, Bürgermeister und Priestervorsteher der altägyptischen 12. Dynastie
- Ibuka, Masaru (1908–1997), japanischer Unternehmer
- Ibuki Kido (* 1997), japanische Synchronsprecherin
- Ibuki, Bunmei (* 1938), japanischer Politiker
- Ibuse, Masuji (1898–1993), japanischer Schriftsteller
- Ibusuki, Hiroshi (* 1991), japanischer Fußballspieler

### Iby
- Iby, Friedl (1905–1960), deutsche Kunstturnerin
- Iby, Paul (* 1935), österreichischer Geistlicher und emeritierter Bischof von Eisenstadt
- Ibykos, griechischer Lyriker